# 기독교 윤리

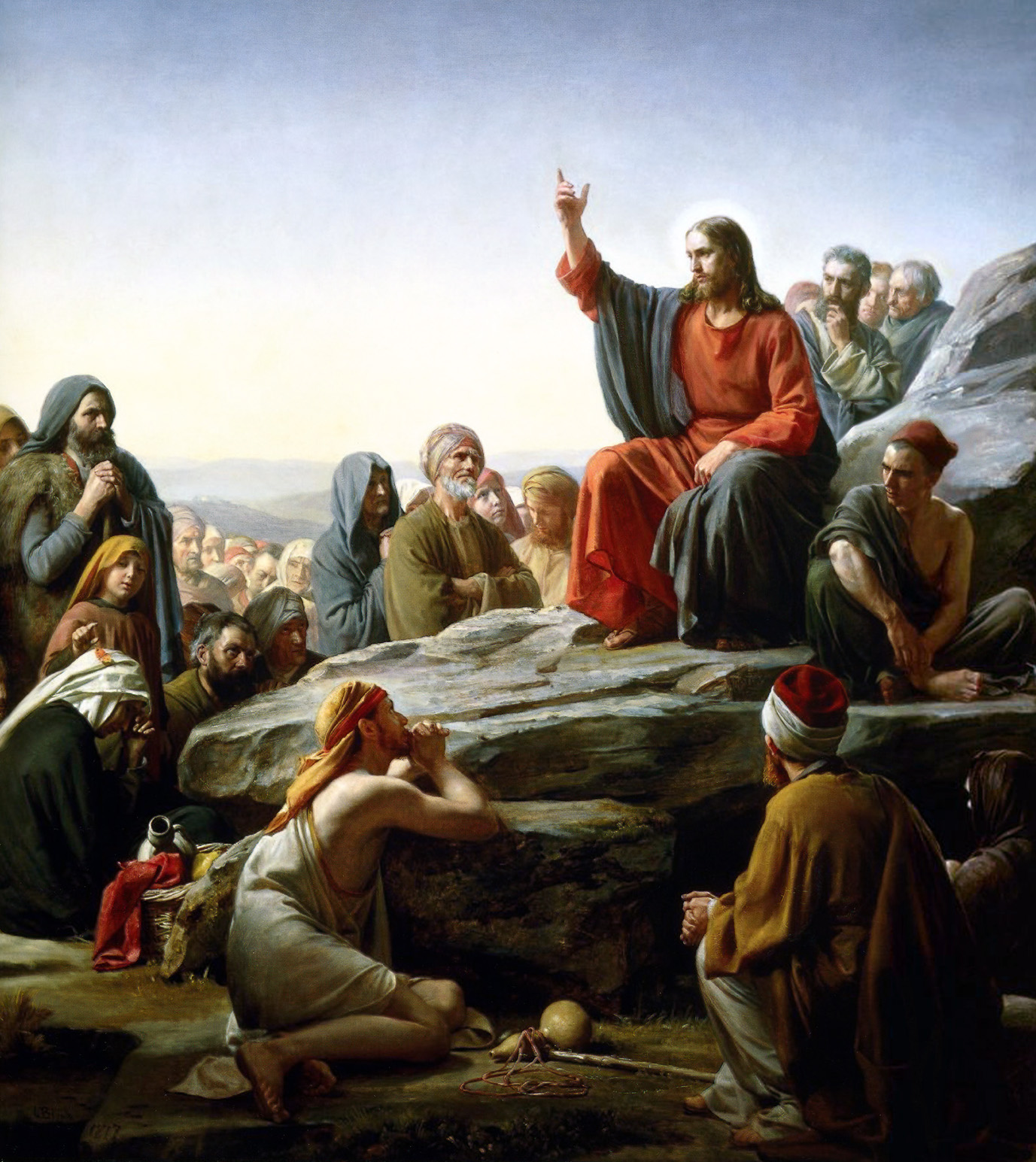
유명한 예수 그리스도의 산상수훈 그림 (덴마크의 화가인 카를 하인리히 블로흐의 그림)

기독교 윤리(基督敎倫理 Christian ethics)란 기독교적 관점에서 올바르거나 잘못된 행위를 규명하는 기독교 신학의 분야이다. 기독교 윤리를 조직 신학적으로 연구하는 것을 도덕 신학이라고 부른다. 덕 윤리학은 최근 인기를 얻고 있는데 앨러스터 매킨타이어(MacIntyre) 와 스탠리 하우어워스(Stanley Hauerwas)때문이다.

## 개요
인간은 어떻게 살 것인가, 무엇을 할 것인가 하는 문제, 즉 '인간이 취해야 할 입장'에 대한 물음은 예로부터 되풀이하여 제기되어 왔다. 그리고 이 물음에 대한 답변도 동서고금의 여러 입장에서 제시되었는데, 기독교 윤리도 이 물음에 대한 하나의 답변이다. 우선 그것은 신앙을 전제로 하고 있다는 점에 근본적인 특징의 하나가 있다고 볼 수 있다. 즉, 일반적 이성의 입장에 선 여러 윤리와는 달리, 신의 계시에 대한 신앙을 직접적인 전제로 한 윤리이다. 따라서 그것은 이성을 문제로 삼고 있기는 하지만, 항상 신의 계시에 비추어진 이성의 입장에 서서 인간의 현실을 파악하고 반성하려고 한다. 좀더 자세히 말하면, 인간의 사고에 지배적인 지위를 주지 않고 그것을 신의 계시에 복종시킨다.
바꾸어 말하면, 신의 계시의 매개체로서의 성경 속에서 '인간이 취해야 할 입장'의 근본적인 여러 규범을 찾아나가는 곳에서 기독교 윤리의 특질을 엿볼 수 있는 것이다. 성경 속에는 예수의 '산상수훈(山上垂訓)'을 비롯한 여러 교설이 신의 은혜의 선물인 동시에 신의 요구(계명)로서 명시되어 있다.
이들 교설은 기독교 윤리의 중핵을 이루는 것이며, 더욱이 이것은 예수에 의한 두 가지 신애의 요구로 응집되어 감을 알 수 있다. "마음을 다하고, 정성을 다하고, 생각을 다하여 주(主)이신 너의 하느님을 사랑하라"라든가 "자기를 사랑하듯이 너의 이웃을 사랑하라" 하는 것이 그것이다. 그러나 기독교 윤리는 그 구체적인 삶의 방법이나 윤리의 표현에 있어서는 반드시 언제나 같은 것은 아니다. 그것은 개개의 사회적·역사적 상황 속에서는 결단(신에게의 응답)으로서, 당연하다고 말해야겠지만 그 윤리의 구체성과 다양성이 항상 변하지 않는 것을 근본으로 하고 있다는 점에도 기독교 윤리의 특질이 있다고 할 수 있다. 즉, 그리스도인은 현실상황에서의 결단에 있어서 항상 변하지 않는 예수 그리스도를 통한 신의 계시로 되돌아올 수 있기 때문에, 이로 인하여 항상 자신의 죄와 잘못을 반성하고, 참회하기를 요청받고 있다고 할 수 있다.

## 대표적인 기독교 윤리학자들
- 라인홀드 니부어
- 리차드 니부어
- 존 하워드 요더
- 스탠리 하우어워스
- 앨러스터 매킨타이어
- 폴 램지
- 손봉호

## 같이 보기
- 기독교 평화주의
- 기독교 철학
- 옛 언약의 기독교적 관점
- 예루살렘 공의회